# Giustoella minutissima
Giustoella minutissima är en mångfotingart som beskrevs av Kraus 1960. Giustoella minutissima ingår i släktet Giustoella och familjen Fuhrmannodesmidae. Inga underarter finns listade i Catalogue of Life.